# Mile End (stacja metra)
Mile End Station – stacja londyńskiego metra położona w dzielnicy Mile End we wschodnim Londynie. Znajduje się w drugiej strefie biletowej i obsługuje linie Hammersmith & City, District i Central.

## Historia
Stacja została otwarta w 1902 roku przez, nieistniejące już Whitechapel and Bow Railway. W roku 1923 stacja została przejęta przez London, Midland and Scottish Railway, a następnie przez London Underground, obecnego zarządcy systemem metra w Londynie. Stacja została ujęta w ramach długoterminowego planu rozbudowy linii Central Line na wschód, która zakończyła się 4 grudnia 1946 roku.
Obecnie Transport for London przeprowadza prace renowacyjne, rozpoczęte przez (upadłą w 2008 roku) spółkę Metronet.

## Wypadki
Rankiem 5 lipca 2007 roku pociąg nr. 117 wykoleił się w tunelu pomiędzy stacjami Mile End i Bethnal Green, w wyniku najechania na koc gaśniczy ważący 50 kg. Niedaleko miejsca zdarzenia znajduje się poprzeczny tunel, w którym składowany jest sprzęt ratunkowy i przeciwpożarowy, śledztwo wykazało, że koc został wypchnięty z tunelu wprost na tory, przez silny boczny wiatr. W chwili uderzenia skład jechał z prędkością około 65 km/h, a droga hamowania wyniosła 148 metrów. 520 osób zostało ewakuowanych z pociągu, który uległ wypadkowi, a także 369 ze składu znajdującego się w tunelu pomiędzy Mile End a Stratford. 20 osób zostało lekko rannych podczas ewakuacji.
W listopadzie 2009 roku oderwał się fragment plastikowej bariery pomiędzy wagonami pociągu, który wjeżdżał na stację Mile End. Trzy osoby doznały obrażeń głowy, uderzone wystającą częścią.

## Połączenia
Stacja obsługiwana jest przez linie autobusowe 25, 205, 277, 309, 323, 339, 425, D6 oraz D7.